# José María Encontra
José María Encontra Tolosana (Tormos, Huesca, España, 7 de julio de 1941) es un exfutbolista español que jugaba como delantero. Su primer equipo fue el Real Gijón.

## Trayectoria
A los catorce años fichó por el equipo juvenil del Real Zaragoza, en el que jugó durante cuatro años. Al terminar su etapa juvenil, ingresó en el equipo filial, el Juventud, y de este pasó cedido en 1961 al Real Gijón. En 1962 fue cedido al Calvo Sotelo C. F., junto con su compañero de equipo José Luis Violeta.
Tras una buena temporada en la que el equipo manchego consiguió el ascenso a Segunda División, regresó al Real Zaragoza, con el que debutó en Primera División. Jugó durante cuatro temporadas en el Zaragoza (1963-1967) haciéndose un hueco en la delantera de los cinco magníficos.
En 1967 pasó al R. C. Recreativo de Huelva.

## Clubes
| Equipo                     | País   | Año       |
| -------------------------- | ------ | --------- |
| Real Gijón                 | España | 1961-1962 |
| Calvo Sotelo C. F.         | España | 1962-1963 |
| Real Zaragoza              | España | 1963-1964 |
| Real Valladolid Deportivo  | España | 1964      |
| Real Zaragoza              | España | 1964-1967 |
| R. C. Recreativo de Huelva | España | 1967-1968 |
| Deportivo Alavés           | España | 1968-1969 |

## Palmarés

### Campeonatos nacionales
| Título                | Club          | País   | Año  |
| --------------------- | ------------- | ------ | ---- |
| Copa del Generalísimo | Real Zaragoza | España | 1964 |
| Copa del Generalísimo | Real Zaragoza | España | 1966 |

### Copas internacionales
| Título         | Club          | País               | Año  |
| -------------- | ------------- | ------------------ | ---- |
| Copa de Ferias | Real Zaragoza | Barcelona (España) | 1964 |